# Lycaena ignorata
Lycaena ignorata är en fjärilsart som beskrevs av Otto Staudinger. Lycaena ignorata ingår i släktet Lycaena och familjen juvelvingar. Inga underarter finns listade i Catalogue of Life.